# The Elder Scrolls Online
『The Elder Scrolls Online』 (ジ・エルダー・スクロールズ・オンライン) はゼニマックス・オンライン・スタジオが開発したMMORPG。
海外では、Windows版およびMac版が2014年4月4日、PlayStation 4およびXbox One版が2015年6月9日、PlayStation 5およびXbox Series X/S版が2021年6月15日にベセスダ・ソフトワークスより発売された。
日本では、2016年6月23日にDMMよりWindows版およびMac版のサービスが開始され、2023年11月15日にベセスダ・ソフトワークスよりPlayStation 4・PlayStation 5・Xbox One・Xbox Series X/S版が発売された。
2012年5月3日に『ゲーム・インフォーマー』の独占記事によって公表され、同月に雑誌刊行物で正式に公表された。略称は、TESO、またはESO。

## 概要
『The Elder Scrolls』シリーズで初のオンラインゲームであり、シリーズの設定を継承するオープンワールドRPGである。
ソロプレイとグループプレイの両方が可能。一部のマップでは対人戦が行われる。
メインシリーズでは『The Elder Scrolls: Arena』を除き「タムリエル大陸」の一地方が舞台であったが、本作では複数の地方を舞台としており、コンテンツの拡大と共にプレイ可能エリアも広がっている。

## 世界設定
時代は『The Elder Scrolls V: Skyrim』の約1000年前にさかのぼる。
邪神モラグ・バルの侵攻により、タムリエル大陸を統治する「帝国」は壊滅的な打撃を受け、皇帝は空位となった。
帝都を掌握したモラグ・バルは更に大陸全土の支配を目論む。
その一方で帝国から自立した国々は三つの勢力に分かれ、大陸の覇権を争う「同盟戦争」を引き起こす。
邪神の脅威が迫るなか、人類は団結することもままならず、世界は滅亡の危機に瀕していた。

## 同盟
プレイヤーはタムリエルの皇帝の座をめぐって戦う次の3つの同盟のいずれかに加入する。

### アルドメリ・ドミニオン
南方の勢力。ハイエルフ、ウッドエルフ、カジートからなる。盟主はハイエルフのアイレン女王。猛禽を象徴としている。「The Elder Scrolls V: Skyrim」 に登場する同名の組織（日本語版では「アルドメリ自治領」）は、このアルドメリ・ドミニオンを復興させたものである。

### ダガーフォール・カバナント
北西の勢力。ブレトン、レッドガード、オークからなる。盟主はブレトンの上級王エメリック。ライオンを象徴としている。

### エボンハート・パクト
北東の勢力。ダークエルフ、ノルド、アルゴニアンからなる。盟主はノルドのスカルド王ジョルン。ドラゴンを象徴としている。

## 拡張パック

### The Elder Scrolls Online: Morrowind
最初の拡張パックで、2017年6月6日に発売された。舞台はヴァーデンフェル。なお、現在ではベースゲームに同梱されているため、別途購入することはできない。

### The Elder Scrolls Online: Summerset
2番目の拡張パックで、2018年5月21日に発売された。舞台はサマーセット島。

### The Elder Scrolls Online: Elsweyr
3番目の拡張パックで、2019年6月4日に発売された。舞台はエルスウェア。

### The Elder Scrolls Online: Greymoor
4番目の拡張パックで、2020年5月26日に発売された。舞台はスカイリム。

### The Elder Scrolls Online: Blackwood
5番目の拡張パックで、2021年6月1日に発売された。舞台はシロディールとブラック・マーシュ。

### The Elder Scrolls Online: High Isle
6番目の拡張パックで、2022年6月6日に発売された。舞台はシストレス諸島。

### The Elder Scrolls Online: Necrom
7番目の拡張パックで、2023年6月5日に発売された。舞台はテルヴァンニ半島とハルメアス・モラの領域。

### The Elder Scrolls Online: Gold Road
8番目の拡張パックで、2024年6月3日に発売された。舞台はウェストウィールド。